# Musicmatch Jukebox
Ne doit pas être confondu avec Yahoo! Music Jukebox.
Pour la base de données lyriques, voir Musixmatch.
Musicmatch Jukebox était un lecteur multimédia créé par Musicmatch, Inc., basé à San Diego. Il comportait un magasin de musique en ligne et permettait de gérer des fichiers audio, de créer des listes de lecture, de convertir des fichiers audio, ainsi que d'extraire des sons depuis un CD et gérer ses fichiers locaux. Il contenait également une webradio.
Le service Radio MX, appartenant alors à Musicmatch, Inc, offrait la possibilité aux utilisateurs de choisir l'artiste qu'ils désiraient écouter, mais pas la chanson.

## Histoire
Musicmatch Jukebox a été lancé en 1997.
En complément du logiciel était fourni un IPod classic, qui servait de gestionnaire de musique jusqu'à l'introduction d'iTunes pour Microsoft Windows en 2003.
En septembre 2003, la société a lancé une boutique de musique numérique qui proposait près de 200 000 chansons,. Un contrat a été conclu avec l'entreprise Dell, chargée de promouvoir le service et le logiciel.
En octobre 2004, Musicmatch fut acquis par Yahoo! Inc. pour 160 millions de dollars. Cependant, le service ne fut pas bien intégré et stagnait.
Le 31 août 2007, Musicmatch a été interrompu par Yahoo! dans le but de déplacer les utilisateurs vers leur service Yahoo! Music.